# 私立专愿
私立专愿（しりつせんがん）指日本大学或高中入学考试时，不应试国公立学校，而只报考私立大学或高中。

## 优点
在日本，大学应试的情况，报考国公立大学大多需要大学入学中心试验5门7科目考试，外加大学独自的二次考试。不管文科还是理科均需要众多科目的学习。与此相对，报考私立大学往往只需要1至3门科目考试，考生可以专注于自己擅长的科目，短时间内提升成绩。